# Нусрат Фатех Али Хан
Нусра́т Фате́х Али́ Ха́н (13 октября 1948, Фейсалабад, Пакистан — 16 августа 1997, Лондон, Великобритания) — пакистанский певец, в основном исполнявший музыку в суфийском стиле каввали. Он чрезвычайно популярен среди почитателей этого стиля; согласно Книге рекордов Гиннесса, к 2001 году было выпущено 125 альбомов с его музыкой, что является рекордом для записей в стиле каввали. Получил прозвище «Шахиншах каввали», что означает «Царь царей каввали».

## Биография
Нусрат родился 13 октября 1948 года в пакистанском городе Лайяллпур (Фейсалабад), куда его родители переехали из Индии за год до рождения сына. Семья Хан на протяжении 600 лет занималась музыкой. В детстве мальчик не отличался особыми вокальными дарованиями, поэтому его отец — известный исполнитель каввали Устад Фатех Али Хан, хотел, чтобы он стал врачом или инженером. Но в 17 лет юноша увидел сон, в котором его уже умерший к этому времени отец завещал Нусрату продолжить семейное дело и стать певцом. И Нусрат стал учиться искусству каввали у своих дядей — Устада Мубарака Али Хана, Устада Саламата Али Хана и Устада Навазиша Али Хана. В 1964 году он стал участником ансамбля своего отца, а в 1971 году, после болезни Устада Мубарака Али Хана 23-летний Нусрат возглавил ансамбль.
Опираясь на оставшиеся от отца и дядей записи выступлений, Нусрат разработал свой собственный стиль исполнения каввали, подняв его эстетическое и духовное значение на новый уровень, и стал знаменитым исполнителем в Пакистане и за его пределами.В качестве основных инструментов использовались табла и фисгармония. Его брат Фаррух Фатех Али Хан в течение 25 лет играл в ансамбле на фисгармонии.
В 1985 году Нусрат выступил с концертом в Великобритании. А затем совершил турне по всей Европе.
В 1989 году он впервые прибыл с гастролями в США. Здесь же принял участие в записи музыки для кинофильмов.  В это время особая известность пришла к нему благодаря работе с Питером Гэбриелом над звуковой дорожкой к фильму «Последнее искушение Христа» (1988) и участию в записи альбомов канадского музыканта Майкла Брука. За этим последовал ряд альбомов, сотрудничество с другими западными музыкантами, музыкальные турне по различным (более 40) странам.
Он умер в 1997 году в Кромвельском госпитале Лондона из-за остановки сердца.

## Награды
- Азиатская премия культуры Фукуока (1996)
- Pride of Performance[англ.]
- Nigar Awards[англ.]

## Отзывы
Этномузыковед Вирджиния Горлински отмечала, что «Нусрат верил во всеохватность музыкального послания, и стремился посредством своего музыкального исполнения преодолеть религиозные и культурные границы».
Нусрат оказал большое влияние на американского певца и музыканта Джеффа Бакли, называвшего его «своим Элвисом».

## Дискография (избранная)
- 1990: Mustt Mustt[англ.]
- 1991: The Day, the Night, the Dawn, the Dusk[англ.]
- 1992: Devotional Songs[англ.]
- 1996: Nusrat Fateh Ali Khan, Vol.115: Chishti Gulshan. (c) Oriental Star Agencies Ltd.
- 1996: Night Song[англ.]
- 1997: Star Rise[англ.]
- 2000: Back to Qawwali. (c) Long Distance.
- 2010: Traditional sufi qawwalis — Live In London, Vol. II. (c) Navras Records Ltd.
- 2011: Nusrat Fateh Ali Khan Album — 17. (c) Rockville.
- 2012: Missives From Allah. BCD/3RDP.
- 2012: 50 Greatest Hits Nusrat Fateh Ali Khan. (c) Times Music.

## Память
Юваль Авиталь, израильский музыкант, композитор в память о пакистанском музыканте и певце каввали Нусрате Фатехе Али Хане в 2010 году написал музыку для семерых N.2 — «modus benedictus» для семи виолончелистов.